# Crookedwood
Crookedwood (irisch Tigh Munna, englisch auch Taghmon) ist ein Ort im County Westmeath, Provinz Leinster, der Republik Irland.

## Allgemeines
Crookedwood ist eine Kleinstadt am südöstlichen Ende des Lough Derravaragh, am südlichen Fuß des Knockeyon. Sie ist ungefähr 8 km nördlich von Mullingar, der Hauptstadt des Countys Westmeath, entfernt. Die Regionalstraße vom County Cavan nach Mullingar führt durch den Ort. Die Hügel der Umgebung sind mit Kiefernwäldern bedeckt.
Der Lough Derravaragh wird von der Gemeinde als Anglerrevier für europäische und amerikanische Touristen angeboten. Crookedwood G.A.A ist der lokale Hurling-Club, der in der Intermediate Division der Westmeath Hurling Championship spielt.

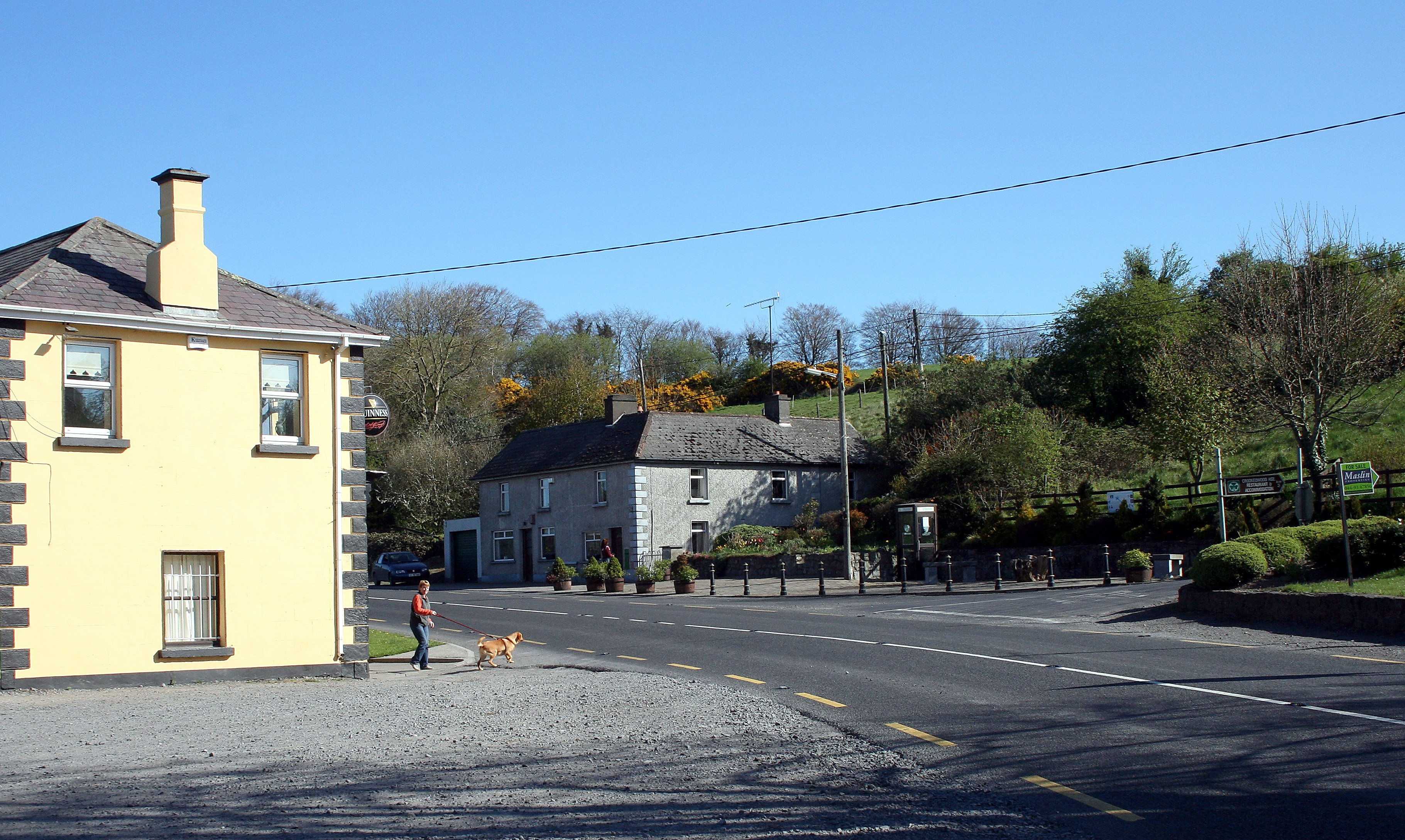
Main Street
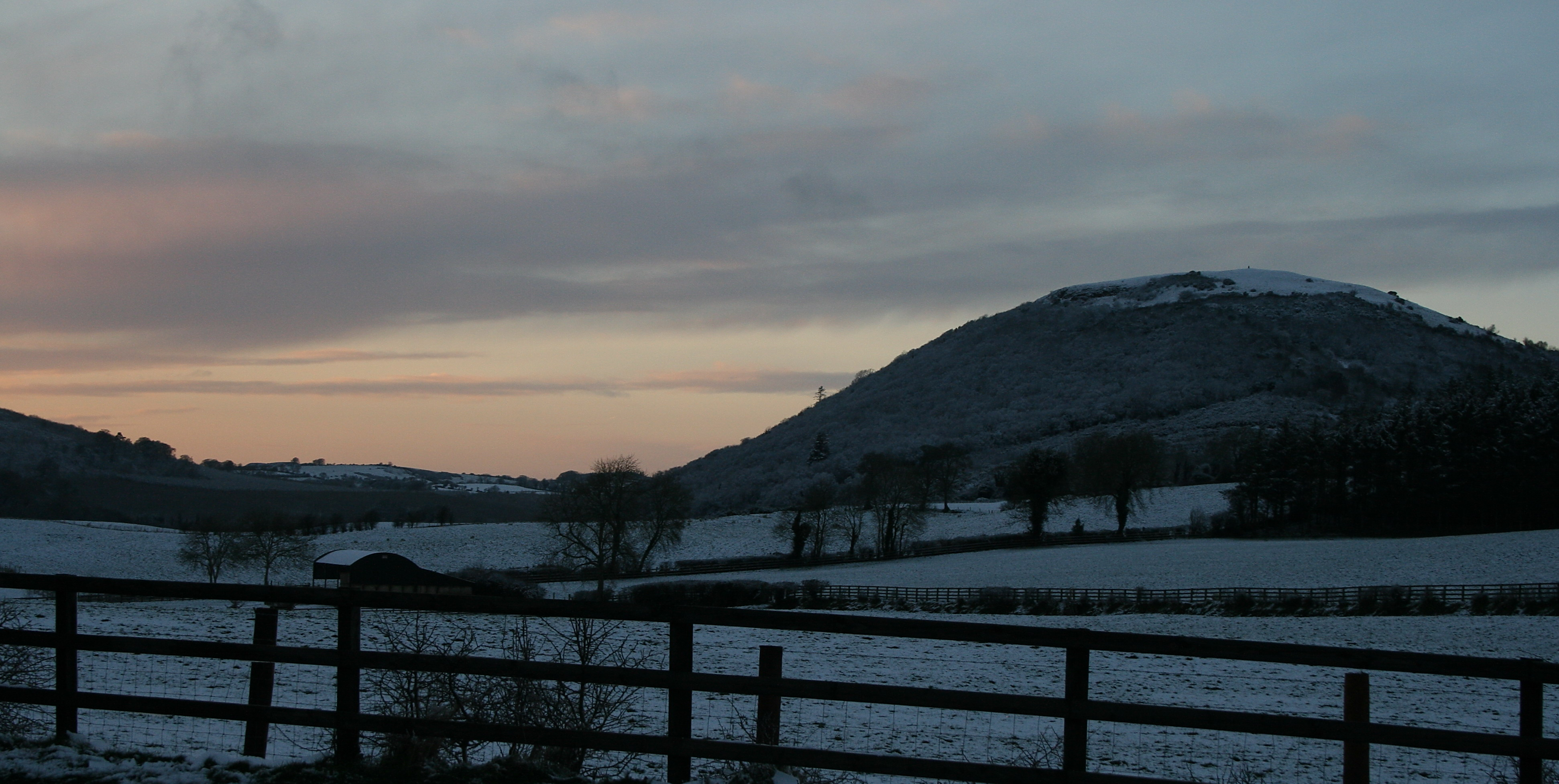
Blick über den Knockeyon und Lough Derravaragh nach Crookedwood